# Cirsium monspessulanum
Cirsium monspessulanum é uma espécie de planta com flor pertencente à família Asteraceae. 
A autoridade científica da espécie é Hill., tendo sido publicada em Hort. Kew. 63; All. Fl. Pedem. i. 152.

## Portugal
Trata-se de uma espécie presente no território português, nomeadamente os seguintes táxones infraespecíficos:
- Cirsium monspessulanum subsp. ferox - presente em Portugal Continental. Em termos de naturalidade é nativa da região atrás referida. Não se encontra protegida por legislação portuguesa ou da Comunidade Europeia.